# Ballando on the Road
Ballando on the Road è un programma televisivo di genere talent show, spin-off di Ballando con le stelle, in onda dal 2017 su Rai 1 in fascia pomeridiana, con la conduzione di Milly Carlucci.

## Il programma
Nelle puntate del programma vengono mostrati i provini e le selezioni finali dei ballerini che si presentano alle tappe dell'omonimo casting show itinerante (organizzato dal 2015, ma trasmesso come programma televisivo solo dal 2017), compiuto da Milly Carlucci in varie città italiane assieme al cast di Ballando con le stelle nei mesi precedenti la messa in onda del programma, alla ricerca di persone appassionate di danza. Il casting è aperto alla gente comune e a tutti gli stili di danza, con la possibilità di presentarsi da singoli, coppia, duo o gruppo. Tra di loro, la giuria ha il compito di selezionare i partecipanti di Ballando con te, torneo dedicato alle persone comuni che si svolge all'interno delle puntate di Ballando con le stelle, e ballerini professionisti da inserire nei corpi di ballo di Ballando con le stelle e Il cantante mascherato.

## Edizioni
| Edizione | Periodo          | Periodo          | Puntate | Conduzione     | Co-conduttori       | Co-conduttori | Giuria        | Giuria       | Giuria             | Giuria        |
| Edizione | Inizio           | Fine             | Puntate | Conduzione     | Co-conduttori       | Co-conduttori | Giuria        | Giuria       | Giuria             | Giuria        |
| -------- | ---------------- | ---------------- | ------- | -------------- | ------------------- | ------------- | ------------- | ------------ | ------------------ | ------------- |
| 1ª       | 30 gennaio 2017  | 2 febbraio 2017  | 4       | Milly Carlucci | Non presenti        | Non presenti  | Carolyn Smith | Fabio Canino | Guillermo Mariotto | Antonio Fini  |
| 2ª       | 26 febbraio 2018 | 1º marzo 2018    | 4       | Milly Carlucci | Non presenti        | Non presenti  | Carolyn Smith | Fabio Canino | Guillermo Mariotto | Antonio Fini  |
| 3ª       | 23 aprile 2019   | 26 aprile 2019   | 4       | Milly Carlucci | Non presenti        | Non presenti  | Carolyn Smith | Fabio Canino | Guillermo Mariotto | Antonio Fini  |
| 4ª       | 13 novembre 2021 | 4 dicembre 2021  | 4       | Milly Carlucci | Non presenti        | Non presenti  | Carolyn Smith | Fabio Canino | Guillermo Mariotto | Antonio Fini  |
| 5ª       | 5 novembre 2022  | 26 novembre 2022 | 4       | Milly Carlucci | Simone Di Pasquale  | Sara Di Vaira | Carolyn Smith | Fabio Canino | Guillermo Mariotto | Antonio Fini  |
| 6ª       | 4 novembre 2023  | 9 dicembre 2023  | 6       | Milly Carlucci | Simone Di Pasquale  | Sara Di Vaira | Carolyn Smith | Fabio Canino | Guillermo Mariotto | Antonio Fini  |
| 7ª       | 5 ottobre 2024   | 9 novembre 2024  | 6       | Milly Carlucci | Anastasija Kuz'mina | Sara Di Vaira | Carolyn Smith | Fabio Canino | Guillermo Mariotto | Matteo Addino |

## Audience
| Edizione | Rete televisiva | Anno | Stagione  | Orario      | Programmazione | Programmazione | Programmazione | Programmazione | Programmazione | Programmazione | Programmazione | Telespettatori | Share  |
| Edizione | Rete televisiva | Anno | Stagione  | Orario      | L              | M              | M              | G              | V              | S              | D              | Telespettatori | Share  |
| -------- | --------------- | ---- | --------- | ----------- | -------------- | -------------- | -------------- | -------------- | -------------- | -------------- | -------------- | -------------- | ------ |
| 1ª       | Rai 1           | 2017 | inverno   | 15:45-16:25 |                |                |                |                |                |                |                | 1 310 000      | 10,80% |
| 2ª       | Rai 1           | 2018 | inverno   | 14:00-15:15 | 1 752 000      | 10,30%         |                |                |                |                |                |                |        |
| 3ª       | Rai 1           | 2019 | primavera | 16:50-17:40 |                |                |                |                |                | 1 373 000      | 12,55%         |                |        |
| 4ª       | Rai 1           | 2021 | autunno   | 15:35-16:05 |                |                |                |                |                | 1 256 000      | 9,83%          |                |        |
| 5ª       | Rai 1           | 2022 | autunno   | 14:00-15:00 | 1 535 000      | 14,45%         |                |                |                |                |                |                |        |
| 6ª       | Rai 1           | 2023 | autunno   | 14:00-15:00 | 1 427 000      | 10,43%         |                |                |                |                |                |                |        |
| 7ª       | Rai 1           | 2024 | autunno   | 14:00-15:00 | 1 318 000      | 12,37%         |                |                |                |                |                |                |        |

## Tappe del tour diBallando on the Road
| Conduzione                 | Edizioni | Edizioni | Edizioni | Edizioni | Edizioni | Edizioni | Edizioni | Totale |
| Conduzione                 | 1ª       | 2ª       | 3ª       | 4ª       | 5ª       | 6ª       | 7ª       | Totale |
| -------------------------- | -------- | -------- | -------- | -------- | -------- | -------- | -------- | ------ |
| Monza                      |          |          |          |          |          |          |          | 2      |
| Mestre (VE)                |          |          |          |          |          | 2        |          |        |
| Giugliano in Campania (NA) |          |          |          |          |          | 2        |          |        |
| Catania                    |          |          |          |          |          | 3        |          |        |
| Mesagne (BR)               |          |          |          |          |          | 2        |          |        |
| Roma                       |          |          |          |          |          | 7        |          |        |
| Reggio Emilia              |          |          |          |          |          |          |          | 1      |
| Vimercate (MB)             |          |          |          |          |          |          | 1        |        |
| Marcianise (CE)            |          |          |          |          |          |          |          | 2      |
| Molfetta (BA)              |          |          |          |          |          |          |          | 1      |
| Altamura (BA)              |          |          |          |          |          |          |          | 1      |
| Reggio Calabria            |          |          |          |          |          |          | 1        |        |
| Milano                     |          |          |          |          |          |          | 1        |        |
| Rimini                     |          |          |          |          |          |          | 1        |        |
| Busnago (MB)               |          |          |          |          |          |          |          | 1      |
| Caserta                    |          |          |          |          |          |          | 2        |        |
| Antegnate (BG)             |          |          |          |          |          |          | 2        |        |
| Nola (NA)                  |          |          |          |          |          |          | 1        |        |

## Ascolti

### Quarta edizione (2021)
| Puntata | Data             | Telespettatori | Share | Fonte |
| ------- | ---------------- | -------------- | ----- | ----- |
| 1ª      | 13 novembre 2021 | 1 169 000      | 9,4%  | [ 4 ] |
| 2ª      | 20 novembre 2021 | 1 262 000      | 10,3% | [ 5 ] |
| 3ª      | 27 novembre 2021 | 1 228 000      | 9,2%  | [ 6 ] |
| 4ª      | 4 dicembre 2021  | 1 365 000      | 10,4% | [ 7 ] |

### Quinta edizione (2022)
| Puntata | Data             | Telespettatori | Share | Fonte  |
| ------- | ---------------- | -------------- | ----- | ------ |
| 1ª      | 5 novembre 2022  | 1 653 000      | 12,8% | [ 8 ]  |
| 2ª      | 12 novembre 2022 | 1 664 000      | 13,1% | [ 9 ]  |
| 3ª      | 19 novembre 2022 | 1 668 000      | 12,2% | [ 10 ] |
| 4ª      | 26 novembre 2022 | 1 153 000      | 19,7% | [ 11 ] |

### Sesta edizione (2023)
| Puntata | Data             | Telespettatori | Share | Fonte  |
| ------- | ---------------- | -------------- | ----- | ------ |
| 1ª      | 4 novembre 2023  | 1 487 000      | 11,0% | [ 12 ] |
| 2ª      | 11 novembre 2023 | 1 382 000      | 10,6% | [ 13 ] |
| 3ª      | 18 novembre 2023 | 1 431 000      | 10,2% | [ 14 ] |
| 4ª      | 25 novembre 2023 | 1 350 000      | 9,2%  | [ 15 ] |
| 5ª      | 2 dicembre 2023  | 1 394 000      | 10,2% | [ 16 ] |
| 6ª      | 9 dicembre 2023  | 1 516 000      | 11,4% | [ 17 ] |

### Settima edizione (2024)
| Puntata | Data            | Telespettatori | Share  | Fonte  |
| ------- | --------------- | -------------- | ------ | ------ |
| 1ª      | 5 ottobre 2024  | 1 325 000      | 10,93% | [ 18 ] |
| 2ª      | 12 ottobre 2024 | 1 317 000      | 10,88% | [ 19 ] |
| 3ª      | 19 ottobre 2024 | 1 649 000      | 12,00% | [ 20 ] |
| 4ª      | 26 ottobre 2024 | 1 369 000      | 10,67% | [ 21 ] |
| 5ª      | 2 novembre 2024 | 1 397 000      | 12,02% | [ 22 ] |
| 6ª      | 9 novembre 2024 | 852 000        | 17,73% | [ 23 ] |